# 青戸昭憲
青戸 昭憲（あおと あきのり、1979年8月1日 - ）は、日本の俳優。舞プロモーション所属。以前はエビス大黒舎に所属していた。東京都出身。身長181cm、体重67kg。

## 出演

### 映画
- ブーケなんていらない！（アベラヒデノブ監督） - ナオくん 役
- 横たわる彼女（戸田彬弘監督） - 大輔- 役
- 帰ろうYO!（松本卓也監督[3][4]） - ユウスケ 役
- 7s（藤井道人監督） - ディレクター 役
- 食いしん坊ちちぶ（アベラヒデノブ監督[5]） - 主演・坂上研二 役
- ある戦士たちの放課後 時空戦士イバライガー（藤井道人監督[6]） - 主演・サトル 役
- ku_on（T-H監督） - 精神科医 役
- はやぶさ/HAYABUSA（堤幸彦監督） - 付き人 役
- Re:Play:Girls（Yuki Saito監督） - 殺し屋 役
- 踊る大捜査線 THE MOVIE3 ヤツらを解放せよ！（2010年7月3日、東宝） - 引っ越しリーダー 役
- ルナの子供（鈴木章浩監督） - 編集部の男 役
- 愛のむきだし（園子温監督） - 警備員 役
- 仮面学園（小松隆志監督[7]） - 不良高校生 役
- 隣人13号（井上靖雄監督） - 現場監督 役
- color first（清水健太監督） - 主演
- 人斬り銀次（宮坂武志監督[8][9]） - 愚連隊 役
- 相庭恋愛専門探偵事務所（土田豪介監督[10]） - 主演
- ごはんかいじゅうパップ（2014年11月26日、ユナイテッド・シネマ豊洲） - アナウンサー役（声の出演）
- オレの生きる道（2017年、安藤恵哉監督）
- 練馬のケンタ君（2017年、鴻森監督）
- 私たちのゲーム（2017年、ゾーイ監督）
- 酒蔵（2017年11月11日・11月17日 ＜第4回 新人監督映画祭＞ 、アールツーエンターテインメント）
- ファットボーイ＆スリムホーイ（2017年3月2日 ＜ゆうばり国際ファンタスティック映画祭2017＞ ）
- ポップ・ロック・ビルディング（2017年3月3日 ＜ゆうばり国際ファンタスティック映画祭2017＞ ）
- ミスムーンライト（2017年9月2日、ベストプロデュース）
- レオン（2018年2月24日、ファントム・フィルム）
- 空飛ぶタイヤ（2018年6月15日、松竹）
- スリーシスターズ（2018年9月28日、ベストプロデュース、sommelierTV）
- 引越し大名！（2019年8月30日、松竹）
- 夜明けを信じて。（2020年10月16日、日活） - 友永 役

### テレビドラマ
- 仮面ライダーシリーズ
  - 仮面ライダーBLACK 第14話（1988年1月10日、毎日放送） - 熊倉太郎 役
  - 仮面ライダー555 第37話「カイザの正義」（2003年10月12日、テレビ朝日） - 琢磨逸郎の配下 役
- スーパー戦隊シリーズ
  - 超獣戦隊ライブマン 第43話（1988年12月24日、テレビ朝日） - 翔 役
  - 地球戦隊ファイブマン 第9話（1990年4月27日、テレビ朝日） - 真一 役
- 特警ウインスペクター 第19話「愛と勇気の父子橋」（1990年6月10日、テレビ朝日） - 森田幹夫 役
- こちら本池上署（TBSテレビ） - 大学生 役
- MONSTERS 第4話「大学病院の透明人間殺人事件」（2012年11月11日、TBSテレビ） - 医師 役
- 宮部みゆきドラマスペシャル「淋しい狩人」（2013年9月20日、フジテレビ） - 捜査員 役
- OV監督（フジテレビ、大鶴義丹監督） - タケヒコ 役
- beポンキッキーズ コーナーアニメ「ロンゴマックス」（BSフジ） - ムトウ・憤怒王レージー 役（声の出演）[11]
- お迎えデス。 第4話（2016年5月14日、日本テレビ）
- 女の中にいる他人（2017年1月8日 - 2月19日、NHK BSプレミアム）
- ホクサイと飯さえあれば ー上京・新居飯計画編ー（2017年1月16日、毎日放送）
- ロングライフ～心溶ける場所（2017年、BS12 トゥエルビ）
- 民衆の敵〜世の中、おかしくないですか!?〜 第8話（2017年12月11日 、フジテレビ）
- 相棒16 第20話（2018年3月14日、テレビ朝日）
- 僕らは奇跡でできている（2018年10月9日 - 12月11日、関西テレビ）
- ドロ刑-警視庁捜査三課 第10話（2018年12月15日、日本テレビ）
- 東京独身男子 第6話・第7話（2019年5月26日・6月1日、テレビ朝日） - 「株式会社エネソケット」社員 役
- 凪のお暇 第5話・第6話（2019年8月16日・8月23日、TBSテレビ） - 沖田（坂本龍子の大学の先輩） 役
- 絶対零度〜未然犯罪潜入捜査〜 Season4 Case.07（2020年2月17日、フジテレビ） - 仁科輝幸 役
- ミステリと言う勿れ 第2話（2022年1月17日、フジテレビ）

### 配信ドラマ
- パンドラの果実〜科学犯罪捜査ファイル〜 Season2 第4話（2022年7月16日、Hulu） - 淀川聡 役

### 舞台
- やみらみっちゃ　(熱帯vol.9)[12]
- オルフェゴッコ　(双数姉妹公演)[13]
- 20年目の正直　(双数姉妹公演)[14]
- 女が全然ダメ　(双数姉妹公演)[15]
- ソビエト　(双数姉妹公演)[16]
- さよなら　シアタートップス　(双数姉妹公演)
- サナギネ-幼年期の終わりに-　(双数姉妹公演)[17]
- やや無情　(双数姉妹公演)
- トライアルアクト　(双数姉妹公演)
- チューブラルーム　(双数姉妹公演)[18]

### その他のテレビ番組
- 商品降臨（テレビ東京）

### CM
- 代々木ゼミナール「わたしが主役！」篇 - 教師役
- J:COM「インフォマーシャル」 - 夫役
- 寒川神社「12年目の恋人」篇
- リカルデント「SP」篇
- 任天堂「DSぼくらのテレビゲーム検定」篇
- サントリー「BOSS バスケットボール」篇
- ライオン「Ban ZERO」
- ヨドバシカメラ
- ハイサワー
- NTTドコモ中国

### STEEL
- トヨタハウス
- NTTドコモ　FOMA
- ウィルコム
- JINROジャパン

### VP
- メットライフアリコ - 看護師役
- 大塚商会　イメージバックアップ「まるごと復旧」篇 - 社員役
- ソフトバンク・テクノロジー　ダイレクトポッド紹介動画 - 取引先社員役
- バリオセキュア　バリオのVCR - 社員役

### その他
- MV　Heartbeat「酔いちくれDISCO feat.餓鬼レンジャー」
- YouTube　LOTTE SWEET FILMS「MY NAME」 - スグル役　アベラヒデノブ監督[19]
- DVD 「ベネッセこどもちゃれんじ　ほっぷ2月号」
- PV CHROVIO「chealte」